# NGC 2659
NGC 2659是一个位于船帆座的疏散星团，1835年2月3日由約翰·赫歇爾发现。NGC 2659较为年轻，年龄约为800万岁，总直径11.7光年，核心直径6.3光年。星团恒星数为1,801±608，总质量为857±237M☉.，内有一颗Be星。